# Humphrey (Nebraska)
Pour les articles homonymes, voir Humphrey.
Humphrey est une ville américaine située dans le Comté de Platte, au Nebraska. Selon le recensement de 2010, sa population est de 760 habitants.